# Fondazione Istituto Internazionale di Storia Economica F. Datini
La Fondazione Istituto Internazionale di Storia Economica “F. Datini” è un ente culturale che ha sede nel Palazzo Datini a Prato. Nata nel 1968 su iniziativa di Federigo Melis e Fernand Braudel, con il nome "Istituto internazionale di storia economica", nel 2007 diventa Fondazione. Ha come obiettivo la promozione della ricerca nel campo della storia economica dell’età preindustriale.

## Storia
La Fondazione Istituto Internazionale di Storia Economica “F. Datini” è stata istituita nel 1968 su iniziativa Federigo Melis che ha coinvolto fin da subito Fernand Braudel e altri studiosi provenienti da tutto il mondo, tra cui Carlo Cipolla, Roberto Sabatino Lopez, Jan Van Houtte, Ernesto Sestan, Michel Mollat du Jourdin. Questo primo gruppo di studiosi è poi diventato il primo comitato scientifico dell’istituto.
Il comitato è l’organo che cura l’attività scientifica della Fondazione e si rinnova con cadenza triennale. I suoi membri non possono essere confermati in carica oltre il compimento del 70º anno di età; ciò assicura un costante rinnovamento generazionale. Il Presidente del Comitato scientifico può restare in carica per un massimo di due mandati.
Nell’arco della sua storia la Fondazione ha promosso e stimolato il dibattito e le ricerche su temi di storia economica dell’età preindustriale organizzando convegni internazionali e realizzando pubblicazioni scientifiche suddivise in numerose collane.

## Attività
L’attività della Fondazione si articola su diversi aspetti: l’organizzazione dei convegni internazionali annuali su tematiche legate alla storia economica dei secoli XIII-XVIII, le cosiddette Settimane di Studi; l'attività formativa rivolta a giovani dottorandi e dottori di ricerca italiani e stranieri che beneficiano di borse di studio; la pubblicazione di otto collane editoriali; l’attività didattica e divulgativa rivolta alle scuole e alla cittadinanza al fine di promuovere il patrimonio storico della città di Prato.

### Settimana di studi
Le Settimane di Studi sono convegni annuali che si svolgono dal 1969 che mirano a stimolare la ricerca nel campo della storia economica dei secoli XIII-XVIII. La Giunta del Comitato scientifico sceglie e bandisce i temi con almeno tre anni di anticipo e predispone un piano di ricerca che definisce obiettivi e contenuti scientifici del progetto, individua un numero ristretto di studiosi cui vengono richiesti interventi di largo raggio, temporale e territoriale, e lancia una “call for papers” internazionale per proposte di ricerca coerenti con il piano individuato.

### Attività formativa
La Fondazione Datini promuove la formazione nell'ambito della storia economica organizzando dei corsi destinati a giovani studiosi. Dal 1968 al 2013 ha realizzato il Corso di Alta Specializzazione in Storia Economica. Questo percorso, nel 2014 diventa il Seminario Avanzato Datini/ESTER. Interamente in lingua inglese, è realizzato in collaborazione con ESTER (Economic and Social Historical Research) e N.W. Posthumus Institute di Nijmegen. 
L'elaborato finale del corso, dopo aver superato una peer-review, viene pubblicato nella collana “Working Papers advanced seminar Datini-Ester”.

### Attività editoriale
La Fondazione Datini nell'arco della sua storia ha prodotto numerose pubblicazioni legate alle attività di promozione della ricerca scientifica nell'ambito della storia economica.
- Documenti. (Studi sulle fonti)
- Atti delle Settimane di Studi e altri convegni. (Contributi e ricerche presentati ai convegni. 1974-2019)
- Datini Studies in Economic History. (Contributi e ricerche presentati ai convegni. 2020-)
- Opere sparse di Federigo Melis. (Raccolta di scritti dello storico curati dagli allievi)
- Fuori Collana. (Saggi su vari argomenti)
- Quaderni di Ricerca. (Testi dei partecipanti alla Scuola di Alta specializzazione promossa dalla Fondazione. 2012-2013)
- Working Papers advanced seminar Datini-Ester. (Testi dei partecipanti al Seminario Avanzato Datini/ESTER. 2015-)

### Attività di divulgazione
Pur mantenendo la propria dimensione internazionale e rivolta a studiosi ed esperti in materie storico-economiche, la Fondazione svolge anche un'attività di divulgazione e promozione della cultura dedicata ad un pubblico più ampio in collaborazione con vari enti culturali del territorio.
Vengono realizzati laboratori didattici rivolti alle scuole della città di Prato, nell'ambito del Progetto Offerte Formative del Comune.
Vengono organizzati seminari e convegni per promuovere la storia di Prato e alcuni particolari aspetti legati al territorio.
Vengono realizzate mostre per valorizzare il patrimonio e la storia della Fondazione e per far conoscere al grande pubblico la storia di Prato attraverso i documenti d'archivio.

## Patrimonio

### Biblioteca
La Fondazione ospita una biblioteca specializzata in storia economica dell'età preindustriale caratterizzata da una forte impronta internazionale che conta oltre 16.000 volumi e un’emeroteca con 157 periodici.
La biblioteca fa parte del Sistema bibliotecario provinciale pratese e aderisce al Servizio bibliotecario nazionale (SBN); collabora ai progetti promossi dalla Regione Toscana per l’organizzazione di eventi e il funzionamento delle biblioteche della rete (formazione del personale, arricchimento delle collezioni, valorizzazione dei patrimoni ecc.). I servizi offerti comprendono la catalogazione, le informazioni bibliografiche, il document delivery e il prestito locale e interbibliotecario.
Il sito della Fondazione è realizzato in tre lingue (italiano, francese ed inglese) e, tra i numerosi servizi che vengono offerti a supporto della ricerca scientifica, si trovano anche un servizio di indicizzazione di centinaia riviste, una banca-dati immagini per la storia economica e sociale e 139 e-book raccolti in 6 collane. La maggior parte dei servizi è svolta in collaborazione con le biblioteche della rete pratese e quella di Scienze Sociali dell’Università di Firenze.

### Archivio Federigo Melis
L’archivio di Federigo Melis è stato donato all’Istituto Datini nel 1994 e consta di 284 raccoglitori, che comprendono corrispondenza, materiali di studio, bozze di saggi editi e inediti, collezioni di cartoline, foto e etichette di vini.
Il Fondo ha ottenuto la dichiarazione di interesse storico particolarmente importante con decreto 187/2012 della Direzione Regionale per i Beni Culturali e Paesaggistici della Toscana il 20 aprile 2012. Nello stesso anno è stata completata la nuova inventariazione del fondo e ha avuto inizio l'attività di digitalizzazione al fine di valorizzarlo.
Dal 2013 è aperto al pubblico ed è consultabile liberamente.